# Task Force on Climate Related Financial Disclosures
La Task Force on Climate Related Financial Disclosures (en français Groupe de travail sur la publication d'informations financières relatives au climat) ou TCFD définit des recommandations concernant la publication, à destination des investisseurs, d'informations par les entreprises sur leur gouvernance et leurs actions pour réduire leurs risques liés au changement climatique.
La TCFD a été créée en décembre 2015 par le Conseil de stabilité financière du G20. Elle est présidée par Michael Bloomberg.
Les recommandations de la TCFD en matière de publication d'informations sont structurées autour de quatre thèmes : la gouvernance, la stratégie, la gestion des risques, les indicateurs-clés et objectifs.
Au Royaume-Uni, la publication de ces informations par les entreprises deviendra obligatoire d'ici 2025

## Genèse et histoire
Reconnaissant que le changement climatique présente un risque financier systémique pour l'économie mondiale, le Conseil de stabilité financière a créé la Task Force on Climate Related Financial Disclosures (TCFD) pour améliorer et accroître la communication d'informations financières relatives au climat par les entreprises.
La TCFD publie des recommandations sur le type d'informations extra-financières à publier pour que les marchés financiers puissent disposer d'informations claires, complètes et de qualité sur les impacts du changement climatique sur les entreprises. Ces informations concernent notamment les risques et opportunités liées au changement climatique : hausse des températures, sécheresses, crues et submersions, politiques climatiques, technologies émergentes, etc.
En 2025, le Royaume-Uni rendra obligatoire les recommandations de la TCFD sur la diffusion d'informations financières relatives au climat, pour les entreprises de la plupart des secteurs de l'économie (sociétés commerciales cotées, grandes sociétés privées, banques, sociétés de construction, compagnies d'assurance, gestionnaires d'actifs, assureurs-vie, fonds de pension). La réglementation adoptée obligera ces entreprises à dépasser l'approche classique « se conformer ou expliquer » (comply or explain).